# L'Heure de la sortie - Bang-bang
Cet article possède des paronymes, voir L'Heure de la sortie, Bang-Bang et Bang Bang.
Albums de Sheila
Tous les deux - Le folklore américain
(1965) Dans une heure - Le kilt
(1967)
L'Heure de la sortie - Bang-bang est un album studio (et deux chansons) de Sheila sorti en 1966.
La dédicace suivante est mentionnée au verso de la pochette de l'album : "L'heure de la sortie tout au long de l'année. L'heure de la sortie c'est le meilleur moment de la journée. Sheila".
La photo de la pochette est de Jean-Marie Périer.
À noter qu'avant d’être réunies dans un album, les nouvelles chansons sortaient d’abord en 45 tours.

## Liste des titres
1. L'heure de la sortie (extraites du film Bang-Bang)
2. Tu es toujours près de moi (extraites du film Bang-Bang)
3. Le plus joli métier du monde
4. La vie est un tourbillon
5. Le rêve
6. Prends la vie comme elle vient
7. Bang-bang
8. Le cinéma
9. Je t'aime
10. On est heureux
11. Le pipeau
12. La course au soleil

Titres en bonus sur la réédition en CD
1. L'heure de la sortie - Version stéréo (Extrait de son film Bang Bang)
2. Prends la vie comme elle vient - Do What You Do Do Well Version stéréo
3. Bang Bang - Version stéréo
4. Le cinéma - Version stéréo
5. Je t'aime - Universal Soldiers - Version stéréo
6. On est heureux - Version stéréo

## Production

### France
- Édition Album original :
  - 33 tours / LP Stéréo  Philips sorti en 1966

- Réédition de l'album :
  - CD  Warner Music 11686221 date de sortie : 2007.

### Etranger
- Édition Album original :
  -  Canada - 33 tours / LP Stéréo  Philips 70.385 sorti en 1966

## Les extraits de l'album
- Le cinéma / Je t'aime / On est heureux / Prends la vie comme elle vient.
- Bang bang / La course au soleil / Le pipeau / Le rêve.
- L'heure de la sortie / Tu es toujours près de moi / La vie est un tourbillon / Le plus joli métier du monde.

## Reprises des chansons issues de l'album
Le Cinéma
- 1966 - Les Milady's
- 1966 - Aglaé
- 1966 - Sophie Renaud
- 1966 - Janie Jurka
- 1981 - Antoine (Partir c'est mourir un peu)
- 2012 - Salut les copains

Autres langues
- 1966 - Farewell to thee (Royaume-Uni)
- 1966 - Claudia con Ramon y sus Showmen (El cinema, Espagne)
- 1966 - Karina (La película, Espagne)

Bang-Bang
- 1966 - Petula Clark
- 1966 - Anne Germain
- 1966 - Martine Chevrier
- 1966 - Claire Lepage
- 1966 - Chantal Pary
- 1966 - Sophie Renaud
- 1967 - Gilles Brown
- 1974 - Sylvie Vartan
- 2005 - Kayliah
- 2006 - Bertrand Betsch
- 2006 - Mareva Galanter
- 2007 - Jacno (musicien)
- 2008 - Stéphanie Lapointe
- 2009 - Carla Bruni
- 2010 - Arolde
- 2011 - Yoann
- 2012 - Pauline
- 2013 - Nathalie Lermitte
- 2013 - Emmanuel Moire
- 2014 - Judith
- 2014 - Juliette Moraine
- 2015 - Sonia Lacen
- 2016 - Akasha de Calenza
- 2017 - Julie de Bona (dans la série Le Tueur du lac)
- 2018 - Morgane (The Voice)
- 2019 - Poupie
- 2019 - Clara Luciani
- 2019 - Adrien Gallo
- 2020 - Ycare (reprise de 2008)
- 2021 - Eddy de Pretto
- 2022 - June Milo
- 2023 - Ubonne

Autres langues (dont la traduction est issue de la chanson de Sheila)
- 1966 - Kinita (Espagne)
- 1966 - Tania (Allemagne)
- 1966 - Lita Torello (Espagne)
- 1967 - Dalida (Italie)
- 1967 - Miléna Cantu (Italie)
- 1967 - Rosemary (Royaume-Uni/Etats-Unis)
- 1967 - Majda Sepe (Yougoslavie)
- 1980 - Ajda Pekkan (Turquie)

Le pipeau
- 1966 - Les Sultans (Apprends à vivre)

L'Heure de la sortie
- 1966 - Nina Capri
- 1966 - Les Pros
- 1966 - Georges Jouvin
- 1966 - Colette Easton
- 1967 - Janie Jurka
- 1967 - Sophie Martin

Autres langues
- 1967 - Karina (La hora de la salida, Espagne, Mexique, Argentine)
- 1967 - Wilma Goich (L'ora dell uscita, Italie)
- 1967 - The Checkmates (Exit time, Royaume-Uni)